# Nam Upi

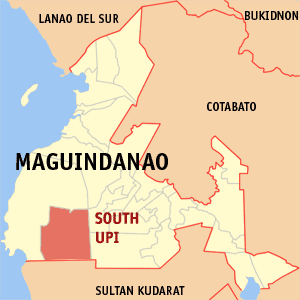
Bản đồ Maguindanao với vị trí của Nam Upi

Nam Upi là một đô thị hạng 4 ở tỉnh Maguindanao, Philippines. Theo điều tra dân số năm 2000 của Philipin, đô thị này có dân số 28.186 người trong 5.533 hộ.

## Các đơn vị hành chính
Nam Upi được chia ra 11 barangay.
- Kuya
- Biarong
- Bongo
- Itaw
- Kigan
- Lamud
- Looy
- Pandan
- Pilar
- Romangaob
- San Jose